# Coroner (banda musical)
Coroner es una banda de thrash metal técnico proveniente de Zúrich, Suiza. Coroner combina elementos de metal progresivo, jazz y thrash con una voz áspera, todo ello con una gran técnica y un estilo cada vez más complejo, lo que los llevó a ser considerados "los Rush del thrash metal" por críticos musicales
El sonido de Coroner progresó y la producción se volvió más refinada, resultando en álbumes más progresivos como No More Color, Mental Vortex y Grin.

## Historia
El trío suizo fue originalmente miembro del equipo de giras de Celtic Frost. 
Con el tiempo formaron su propio grupo, y grabarían su demo titulado Death Cult en 1986 con Tom G. Warrior de Celtic Frost en vocales. Su primer álbum de larga duración R.I.P.,publicado en 1987, presentaba a Ron Broder bajista de la banda en la voz y quien asumiría ese papel por el resto de la existencia del grupo.
El grupo publicó varios álbumes hasta 1993, terminando con una colección de grandes éxitos titulada Coroner, en 1995. La falta de exposición a los medios de comunicación trajo consigo la disolución de esta banda en 1994, así como la falta de apoyo de parte de la compañía discográfica provocó su gira de despedida con el citado álbum.
En marzo de 2005 se entablaron conversaciones con vistas a una posible reunión, para luego retractarse. 
La razón principal era que ni Marky, Ron, o Tommy tenían el tiempo requerido para hacer esto correctamente, y también que a ninguno de ellos les gustaba, "recalentar las cosas, excepto la salsa del espagueti".
No obstante en junio de 2011 el festival Francés "Hellfest" anunciaba a Coroner como uno de los cabezas de cartel. 
La reunión los llevaría a encabezar más festivales.
En agosto de 2025 la banda anuncia el lanzamiento de su sexto álbum de estudio, titulado Dissonance Theory y publica Renewal, su primer sencillo en más de 30 años.

## Evolución y estilo

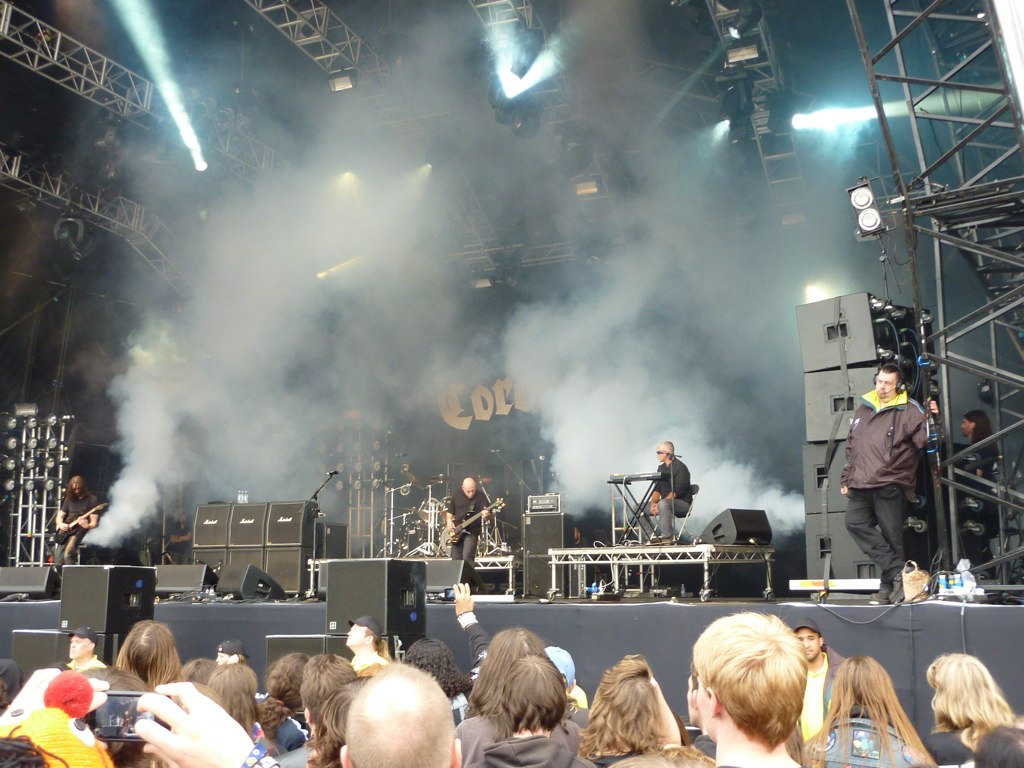
Coroner en Vivo

Musicalmente, Coroner evolucionó de una banda de thrash metal con diversas influencias, hacia un proyecto más técnico y virtuoso, y finalmente hacia algo más experimental. 
El primer álbum, R.I.P., estuvo basado en líneas neoclásicas.
El segundo álbum, Punishment for Decadence, vio una progresión hacia un sonido más sofisticado. Líricamente, Coroner empezó a escribir sobre temas como la política y la introspección personal.
No More Color fue una divisoria de aguas para Coroner, la producción mejoró y la música se volvió aún más técnica en este disco, mientras que el trabajo en la guitarra se caracterizó por complicados arpegios y solos. Este álbum es un hito en la historia del metal europeo, que sigue sin ser reconocido.
Por otra parte su siguiente trabajo Mental Vortex continuó con la misma fórmula del disco anterior, pero incorporando tintes de groove metal.
El último disco Grin, tuvo un sonido mucho más industrial, profundamente diferente a su material anterior, a pesar de ello es el trabajo que más les gusta a los integrantes, ya que según ellos es el trabajo más maduro que han hecho debido a la experimentación, así como a la incorporación de ritmos más lentos.

## Miembros
- Ron Broder - Bajo, voz (1983-presente)
- Marky Edelmann - Batería desde (1983-1996, 2010-2014)
- Tommy Vetterli - Guitarra (1983-presente)
- Diego Rappachietti - Batería (2014-presente)

## Discografía

### Álbumes de estudio
- R.I.P. (1987)
- Punishment for Decadence (1988)
- No More Color (1989)
- Mental Vortex (1991)
- Grin (1993)
- Dissonance Theory (2025)

### Demos
- Death Cult (1986)
- R.I.P. demo (1987)
- Punishment for Decadence (1988)

### Recopilaciones
- Coroner (1995)
- The Unknown Unreleased Tracks 1985-95 (1996)

### Sencillos
- "Die by My Hand" (1989)
- "Purple Haze" (1989)
- "I Want You (She's So Heavy)" (1991)
- "Renewal" (2025)

### Miscelánea
- Doomsday News III - Thrashing East Live (1990, split)

## Videografía
- No More Color Tour '90 - Live in East Berlin (1990, VHS)
- Masked Jackal Music Video
- Last Entertainment Music Video